# Eesti Ekspress
Eesti Ekspress jsou estonské noviny. Byly založeny v roce 1989 jako první politicky nezávislé noviny v Sovětském svazu. Zakladatelem byl Hans H. Luik. Noviny vycházejí jednou za týden v úterý. V současné době je šéfredaktorem Janek Luts.